# HTC 7 Surround
HTC 7 Surround — смартфон компании HTC, работающий под управлением операционной системы Windows Phone 7. Аппарат поступил в продажу в США 8 ноября 2010 года, в Европе продажи не планируются. Особенностью HTC 7 Surround являются выдвижные динамики объёмного звучания (Dolby Mobile и SRS).

## Описание
Смартфон представляет собой горизонтальный слайдер, но без выдвижной QWERTY-клавиатуры, вместо которой выдвигается панель со стереодинамиками. Также у смартфона имеется раскладной упор для установки аппарата, обеспечивающий удобный просмотр видео. Сенсорный дисплей у аппарата размером 3,8 дюйма. Основная камера устройства 5 мегапикселей, фронтальная камера отсутствует. HTC 7 Surround использует процессор Qualcomm Snapdragon QSD8250 с частотой 1 ГГц, аккумулятор на 1230 мАч. Производитель использовал для аппарата 576 мегабайт оперативной памяти (англ. RAM), 512 мегабайт постоянной памяти (англ. ROM), а также 16 гигабайт внутренней флеш-памяти. Флеш-память реализована скрытым слотом microSD, расположенным внутри самого аппарата.